# ماری-شنتل، همسر ولیعهد یونان
ماری-شنتل (انگلیسی: Marie-Chantal, Crown Princess of Greece) با نام اصلی ماری-شنتل کلر میلر (زاده ۱۷ سپتامبر ۱۹۶۸) همسر پاولوس، فرزند کنستانتین دوم، پادشاه برکنارشده یونان است. مراسم ازدواج این دو در اول ژوئیه ۱۹۹۵ در لندن برگزار شد و پنج فرزند حاصل این ازدواج هستند.